# Chemin de Garric
Pour les articles homonymes, voir Garric.
Le chemin de Garric (en occitan : camin de Garric) est une voie de Toulouse, chef-lieu de la région Occitanie, dans le Midi de la France.

## Situation et accès

### Description
Le chemin de Garric est une voie publique. Il se trouve dans le quartier des Sept-Deniers.
La chaussée compte une seule voie de circulation automobile à double-sens. Elle appartient à une zone 30 et la vitesse y est limitée à 30 km/h. Il n'existe pas d'aménagement cyclable.

### Voies rencontrées
Le chemin de Garric rencontre les voies suivantes, dans l'ordre des numéros croissants (« g » indique que la rue se situe à gauche, « d » à droite) :
1. Rond-point Jean-Bégué
2. Passage André-Chaubet - accès piéton (d)
3. Rue Hubert-Flourac (g)
4. Rue Jean-Baptiste-Lulli (d)
5. Impasse Duroc (d)
6. Rue Hubert-Flourac (g)
7. Rue du Colibri (d)
8. Impasse Lucien-Laberty (g)
9. Chemin Roques

### Transports
Le chemin de Garric est parcouru par la ligne de Linéo L1. De plus, à l'ouest, la route de Blagnac abrite également les arrêts de la ligne de bus 70. Enfin, en 2028 devrait ouvrir à proximité, le long du chemin des Sept-Deniers, la station Sept Deniers - Stade Toulousain, sur la ligne de métro .
Les stations de vélos en libre-service VélôToulouse les plus proches du chemin de Garric sont les stations no 240 (face 103 bis route de Blagnac) et no 309 (face 149 route de Blagnac)

## Odonymie
Le chemin, tracé vers 1840, a d'abord été désigné comme le chemin de Traverse-des-Sept-Deniers. En 1900, il est nommé d'après la famille Garric, propriétaire des terrains qui le bordent le chemin.

## Patrimoine et lieux d'intérêt

### Parc des sports du TOAC
Le Toulouse Olympique Aérospatiale Club (TOAC) est un club omnisports qui regroupe 32 sections sportives. Il est sous la tutelle du comité d'établissement de l'entreprise Airbus. Il est fondé en octobre 1944, à la suite du rapprochement du Toulouse Olympique XV et de l'Omnisports Aviation de Toulouse.
En 1962, le TOAC se dote de nouvelles infrastructures sportives au nord du quartier des Sept-Deniers. Il occupe alors sur une superficie de 62 400 m2 environ, entre le chemin de Garric et le chemin des Sept-Deniers : au nord, les terrains sont limités par un petit chemin qui sépare le parc des Sports de terrains agricoles qui s'étendent jusqu'au chemin Roques. En 1974, l'achat de ces terrains porte la superficie totale à 108 400 m2 environ, permettant d'aménager de nouveaux espaces sportifs. Entre 1990 et 1991, le siège du CSE est construit à l'angle du chemin de Garric et du chemin Roques.

### Immeuble et maison
- no  3 : maison (années 1930)[4].

- no  4 : résidence autonomie des Sept-Deniers.
En 1958, M. Galineau lègue à la ville de Toulouse un terrain d'environ 20 000 m2 entre le chemin de Garric et la  rue Léo-Delibes. En 1978, la commune y construit un foyer pour personnes âgées[2] : c'est désormais la résidence autonomie Sept Deniers, qui propose 86 studios à des personnes âgées autonomes. 
La résidence est composée de trois ensembles pavillonnaires. Les pavillons s'articulent autour d'un bâtiment central comprenant les bureaux d'accueil, de direction, la salle de restaurant, la cuisine, la salle de soins et un salon[5].